# Zbyněk Berka z Dubé (velkopřevor)
Zbyněk Berka z Dubé, velkopřevor řádu maltézských rytířů, bohatý příslušník šlechtického rodu Berků z Dubé, (* před rokem 1518, † 6. března 1578 v Zákupech). Zúčastnil se řady vojenských výprav a měl velkou zásluhu o rozvoj Zákup.

## Rod Berků z Dubé
Zbyněk byl příslušník původně starého rodu Ronovců, z nichž se vyčlenila celá řada rodových větví, jednou z nich byli Berkové z Dubé. Jeho otcem byl bohatý šlechtic Jindřich Berka z Dubé, který zemřel v roce 1541. Zanechal po sobě mnoho dětí, mimo Zbyňka nejstaršího Hajmana (též Heřman), dále Zdeňka, Ondřeje a Václava.
Otcův bratranec byl pán Zákupska Zdislav Berka z Dubé a Lipé. A protože ten roku 1553 zemřel bez synů, ustanovením závěti zámek i celé panství po něm Zbyněk o tři roky později převzal.

## Velkopřevor
Ještě před převzetím Zákup Zbyněk i jeho bratři kupovali řadu hradů v českých zemích s okolními panstvími a dosti se zadlužili a řadu z nich zas kolem roku 1541 prodali. V té době nebohatý Zbyněk využil dobrých vztahů svého rodu ke králi Ferdinandovi I.Habsburskému a stal se velkopřevorem řádu maltézských rytířů (Johanitů) v Čechách se sídlem ve Strakonicích. V tomto řádu působil i jeho starší bratr Hajman. Zbyňkovi v té době bylo nejméně 23 let.
Zapojil se do vojenských tažení svého krále jako jeden z velitelů vojska v letech 1541–1543. V roce 1544 je evidován stále jako spolumajitel (s bratry) nepříliš výnosného panství Dřevěnice v hradeckém kraji. O dva roky později se zúčastnil červencového sněmu stavů svolaného kvůli dalším válečným událostem, jich se však Zbyněk osobně nezúčastnil, zůstal v Praze ve svém úřadu velkopřevora.

## Bohatý pán Zákup
Po smrti otcova bratrance Zdislava Berky z Dubé se stal roku 1553 majitelem velkého panství a zámku v Zákupech a tím se jeho majetkové poměry zlepšily. Dědictví se ujal společně s bratrancem Zdislavem až roku 1556, protože jej tři roky užívala vdova po strýci Anna z Vartenberka. Zdědil Zákupy, Horní Polici, Jablonné v Podještědí, od krále zastavený Mělník.
V témže roce 1556 se úřadu velkopřevora vzdal a 20. ledna téhož roku se oženil s Veronikou z Lobkovic, dcerou Jana ml. Popela z Lobkovic na Horšovském Týně. Přebýval pak střídavě v Zákupech a Praze. O své Zákupy se dobře staral, s pomocí soudů vyjasnil hranice panství, městečkům Zákupy a nedalekému Cvikovu zařídil četná práva, např. trhů, várečné, cechů. Z nich měl majetkový prospěch i sám. Začal také na panství budovat či renovovat velké stavby kostelů. Pak začal přikupovat další vesnice. V Zákupech dokončil stavbu kostela svatého Fabiána a Šebestiána, kde později nechal zbudovat pohřební kryptu Berků. V roce 1565 bylo definitivně vypořádáno dědictví jeho otce, Mělník předal svému příbuznému Zdislavovi.

## Státní úředník
Svůj život dělil mezi své Zákupy a službu králi. V letech 1565–1566 se podílel na válečných taženích proti Turkům, nicméně samotných bitev se nezúčastnil. Byl několikrát zmiňován jako účastník zemských sněmů a pohřbu krále.

## Konec života
V r. 1576 překonal následky velkého požáru zámku Zákupy, při němž zde zemřelo mnoho lidí.. V roce 1578 onemocněl a zůstal na svém zámku v Zákupech, kde také 6. března 1578 zemřel. Byl pohřben vedle své dlouholeté manželky Veroniky z Lobkovic, zesnulé o šest let dříve 30. prosince 1572, v kryptě zákupského kostela. V kryptě bylo postupně pohřbeno 23 příslušníků rozvětveného rodu Berků z Dubé.
Zbyněk měl s Veronikou nejméně pět dětí – Jana, Václava, Elišku (resp.Alžbětu), Jindřicha a Annu Marii. Soudě dle obrazů zachovaných v zákupském zámku měli dětí více, ale mnohé z nich brzy zemřely. Zákupy po něm převzal druhý syn Václav Berka (resp.jeho poručníci Jindřich Berka z Dubé a Markéta Adršpachová, protože v té době mu bylo jen 8 let). Druhý proto, že staršího bratra Jana 11. listopadu 1578 zavraždil jeho sluha, takže se dědictví nestačil ujmout.

## Erb
Berkové mají v erbu, stejně jako všechny ostatní odnože Ronovců, černé sukovité větve čili ostrve na žlutém poli. Po povýšení do hraběcího stavu byl jejich erb vylepšen o červený štítek s černým lvem na skále